# Lupus z Troyes
Lupus z Troyes, fr. Loup, Leu, cs. Swiatitiel Łup, jepiskop Troije (ur. ok. 383-390 w Toul, zm. 478 w Troyes) – biskup Troyes, brat św. Wincentego z Lerynu, święty Kościoła katolickiego i prawosławnego.

## Żywot świętego
Informacje o jego życiu zawarte są m.in. w: Vita Germani Antisiodorensis, żywocie św. Genowefy, dziele De gloria confessorum św. Grzegorza z Tours, jak i w korespondencji Sydoniusza Apolinarego.
Lupus urodził się w rodzinie możnowładców, otrzymując, jak na tamte czasy, staranne wykształcenie; był prawnikiem. Około 418 poślubił Pimeniolę, siostrę Hilarego z Arles. Po sześciu latach małżeństwa rozstał się z żoną. Udał się do monasteru Lérin, rozdając wcześniej swój majątek udając się do Mâcon; Pimeniola została zaś zakonnicą. Około 426 został wybrany na biskupa Troyes. Początkowo nie chciał przyjąć tej godności. Towarzyszył Germanowi z Auxerre w wyprawie do Brytanii (ok. 429).
W 451 pod Troyes podeszła armia Hunów. Lupus miał wtedy spotkać się z ich wodzem Attylą, chociaż wielu uczonych wątpi w prawdziwość tego zdarzenia. Odziany w strój biskupi i prowadząc procesję wiernych, wywarł na Attyli wrażenie, dzięki czemu ten odstąpił od oblężenia miasta. Niebawem Hunowie przegrali bitwę na Polach Katalaunijskich. Attyla zażądał wtedy, biorąc Lupusa jako zakładnika, aby ten dołączył do jego armii, co miało przynieść jej szczęście i uchronić od zniszczenia. Z tego powodu został oskarżony przez Rzymian o sprzyjanie Hunom. Został przez nich zmuszony do opuszczenia Troyes. Prowadził odtąd żywot pustelnika na górze Lassois (fr. Mont Lassois).
Lupus zmarł w 478 roku. Jego uczniami mieli być: św. Pulchroniusz (Polichroniusz), Sewer i Alpin z Châlons-sur-Marne.

## Kult
Wspomnienie liturgiczne św. Lupusa w Kościele katolickim obchodzone jest 29 lipca.
W Kościele prawosławnym, chociaż jest mało znany, wspomnienie przypada odpowiednio 29 lipca/11 sierpnia.